# بومی (شهر)
بومی (به فرانسوی: Bomy) یک کمون  در فرانسه است که در پا-دو-کاله واقع شده‌است. بومی ۱۴٫۶۳ کیلومتر مربع مساحت دارد ۱۰۲ متر بالاتر از سطح دریا واقع شده‌است.